# زاوية المصلوب
قرية زاوية المصلوب هي إحدى القرى التابعة لمركز الواسطى في محافظة بني سويف في جمهورية مصر العربية. حسب إحصاءات سنة 2006، بلغ إجمالي السكان في زاوية المصلوب 16513 نسمة، منهم 8530 رجل و 7983 امرأة. ومن أعلامها يوسف صديق أحد الضباط الأحرار .